# Manny Coto

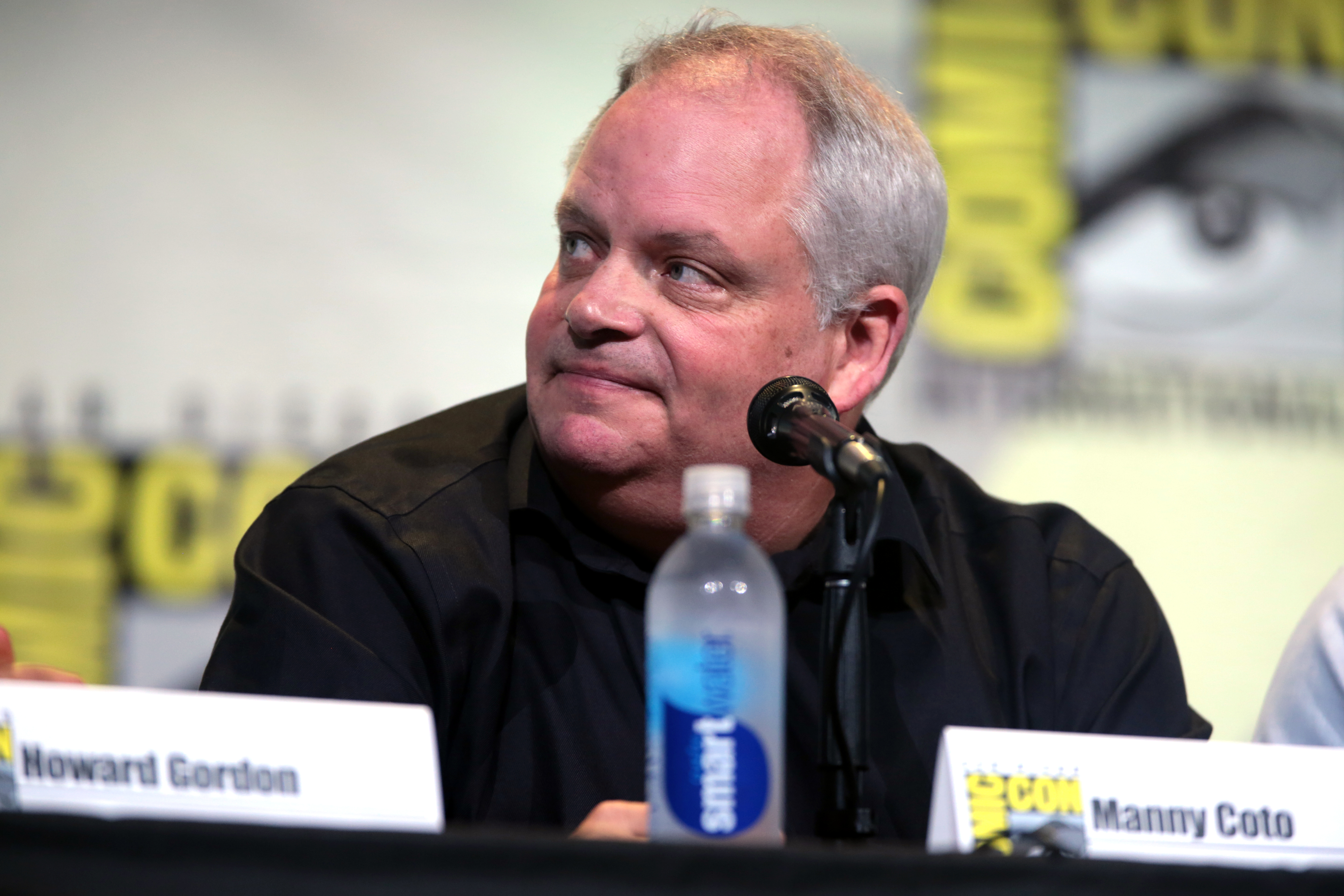
Manny Coto auf der San Diego Comic-Con International 2016

Manuel Hector Coto (* 10. Juni 1961 in Havanna; † 9. Juli 2023 in Pasadena) war ein amerikanischer Drehbuchautor, Filmregisseur und Fernsehproduzent kubanischer Abstammung.
Als Autor und Emmy-ausgezeichneter Executive Producer für das 24-Franchise sowie für Dexter und American Horror Story galt er als einer der prominentesten lateinamerikanischen Drehbuchautoren und Showrunner der Fernseh-Primetime.

## Persönliches
Coto wurde in der kubanischen Hauptstadt Havanna geboren. Noch als er weniger als ein Jahr alt war, emigrierte seine Mutter mit ihm in die Vereinigten Staaten. Einige Monate später konnte auch sein Vater, ein Arzt, nachkommen und in Orlando, wo Coto aufwuchs, eine neue Praxis eröffnen. Später besuchte er die Loyola University in New Orleans.
Coto heiratete am 27. Dezember 2004 in Venedig Robin Trickett, eine Visual Effects Supervisorin, die er bei der Arbeit für Odyssey 5 kennengelernt hatte, und hatte mit ihr vier Kinder, darunter Zwillinge. In seinem Garten baute Coto einen Wein an aus einer Zinfandel/Petite-Sirah-Mischung, die 200 Flaschen pro Jahr füllte. Coto verstarb nach einem 13-monatigen Kampf an Bauchspeicheldrüsenkrebs am 9. Juli 2023 in seinem Haus in Pasadena, Kalifornien.

## Karriere
Nachdem Coto 1983 nach Los Angeles gezogen war, begann er seine Karriere mit Werbung und drehte einen Kurzfilm mit Tippi Hedren. Darauf wurde er in das American Film Institute aufgenommen, für das er weitere Kurzfilme drehte, was schließlich ab 1988 zu ersten Fernsehepisoden und Anfang der 1990er zu ersten Regiearbeiten von Spielfilmen führte. Er schrieb und verkaufte mit Brian Helgeland für 1,2 Millionen Dollar ein Drehbuch, das aber nicht produziert wurde, und schrieb mit Graeme Whifler sowie inszenierte den Slasher Dr. Giggles von 1992.
1995 trat er für Outer Limits – Die unbekannte Dimension zunächst dem Autorenteam bei und wurde danach Executive Producer sowie später 1999 für Geheimprojekt X. Ab 2000 kreierte und produzierte er seine erste eigene Serie Odyssey 5.
Danach kam er nacheinander jeweils bis zu ihrem Ende von 2003 bis 2005 zu Star Trek: Enterprise, von 2006 bis 2010 zu 24, für die er mit einem Emmy ausgezeichnet wurde, und von 2010 bis 2013 zu Dexter. Das Franchise von 24 baute er dann aus, indem er für die Miniserie 24: Live Another Day schrieb und 24: Legacy kreierte. 2018 und ab 2021 war er Autor und Executive Producer für American Horror Story und den Ableger American Horror Stories.

## Filmografie
- 1988: Alfred Hitchcock präsentiert (Fernsehserie, 1 Episode – Drehbuch)
- 1989: Jack in the Box (Kurzfilm – Regie)
- 1989: Monsters (Fernsehserie, 1 Episode – Regie)
- 1990: Schizomaniac (Spielfilm – Regie)
- 1991: Cover Up (Spielfilm – Regie)
- 1991: Geschichten aus der Gruft (Fernsehserie, 1 Episode – Drehbuch, Regie)
- 1992: Dr. Giggles (Spielfilm – Drehbuch, Regie)
- 1993: Geschichten aus der Gruft (Zeichentrickserie, 1 Episode – Drehbuch)
- 1994: Dead at 21 – Tödliche Träume (Fernsehserie, 4 Episoden – Drehbuch)
- 1994: Evolver (Drehbuch mit Mark Rosman)
- 1995: Outer Limits – Die unbekannte Dimension (Fernsehserie, 2 Episoden – Drehbuch, 8 Episoden – Executive Producer)
- 1997: Virus C.I.A. – In feindlicher Absicht (Spielfilm – Drehbuch)
- 1997: Star Kid (Spielfilm – Drehbuch, Regie)
- 1999–2000: Geheimprojekt X – Dem Bösen auf der Spur (Fernsehserie, 4 Episoden – Drehbuch, 13 Episoden – Executive Producer)
- 2000: Das zweite Ich (Fernsehfilm – Regie)
- 2001: Zenon II: Das Abenteuer geht weiter (Fernsehfilm – Regie)
- 2002–2003: Odyssey 5 (Fernsehserie, 19 Episoden – Serienschöpfer, Drehbuch, Executive Producer)
- 2003–2005: Star Trek: Enterprise (Fernsehserie, 14 Episoden – Drehbuch, Showrunner, 41 Episoden – Executive Producer)
- 2006–2010: 24 (Fernsehserie, 27 Episoden – Drehbuch, 98 Episoden – Executive Producer)
- 2007: The ½ Hour News Hour (Fernsehserie, 17 Episoden – Serienschöpfer, Executive Producer)
- 2008: 24: Redemption (Fernsehfilm – Executive Producer)
- 2010–2013: Dexter (Fernsehserie, 10 Episoden – Drehbuch, 48 Episoden – Executive Producer)
- 2014: 24: Live Another Day (Miniserie, 4 Episoden –Drehbuch)
- 2016–2017: 24: Legacy (Fernsehserie, 12 Episoden – Serienschöpfer, Drehbuch, Executive Producer)
- 2017: The Exorcist (Fernsehserie, 1 Episode – Drehbuch)
- 2018, 2021–2022: American Horror Story (Fernsehserie, 11 Episoden – Drehbuch, 30 Episoden – Executive Producer)
- 2020: Next (Fernsehserie, 10 Episoden – Serienschöpfer, Drehbuch, Executive Producer)
- 2021–2024: American Horror Stories (Fernsehserie, 13 Episoden – Drehbuch, 1 Episode – Regie, 13 Episoden – Executive Producer) (teilweise postum)

## Auszeichnungen und Nominierungen
- 1993 Avoriaz International Fantastic Film Festival:
  - Auszeichnung für Dr. Giggles mit dem Special Jury Award
  - Nominierung für Dr. Giggles für den Grand Prize
- Emmys:
  - 2006: Auszeichnung für 24 als Beste Dramaserie
  - 2011: Nominierung für Dexter als Beste Dramaserie
- Writers Guild of America Awards:
  - 2007: Nominierung für 24 als Dramaserie
  - 2011: Nominierung für Dexter als Dramaserie
  - 2022: Nominierung für American Horror Story als Originalserie
- 2011 Online Film & Television Association Awards: Nominierung für Dexter als Bestes Drehbuch einer Dramaserie